# 웅치 전투
웅치 전투(熊峙戰鬪)는 임진왜란 초기의 전투 중의 하나이다. 1592년(선조 25년) 8월 13일(음력 7월 7일) 전라도 웅치 방어선에서 벌인 전투로 김제 군수 정담(鄭湛)과 휘하 박정영과 박석정 등이 이끄는 관군과, 의병장 황박, 이광 등의 의병이 합류하였고 나주 판관 이복남(李福男), 해남군가 변응정(邊應井) 등이 나섰으나 4명의 장군들과 군사 3000명이 전사하고 패배했다.

## 배경
웅치는 전주와 진안의 경계인 완주군 소양면 신촌리와 진안군 부귀면 세동리를 잇는 고개이다.  임진왜란 당시 왜군 6부대 고바야카와 다카카게(小早川隆景)가 이끄는 왜군은 1592년 7월 31일(음력 6월 23일) 충청도 금산을 점령하고 진지를 구축했다. 고바야카와 다카카게의 부장 안코쿠지 에케이(安国寺恵瓊)는 1만 군사를 이끌고 웅치로 거쳐 전주성으로 진격하려 하였고 이에 전라도의 모든 관군과 의병 1000명이 모여 웅치에서 전투를 벌이게 된다.
7월 초순에 들어 일본군은 전라도로 진격할 준비를 서둘렀다. 일본군은 별군(別軍)을 편성해 안코쿠지 에케이(安國寺惠瑗)에게 지휘를 맡겼다. 이 사람은 안국사를 창건한 승려인데 절 이름을 성으로 삼았다. 그는 스스로 전라감사라 하면서 여러 고을에 격문을 뿌려댔다. 그는 창원에서 남원을 거쳐 전주를 점령한다는 계획을 세웠으나 중간 지점인 의령에서 곽재우(郭再祐) 의병부대의 저지를 뚫지 못하고 방향을 틀어 성주로 올라왔다.

### 일본군의 웅치 진입과 조선군의 배치
안코쿠지의 상사인 고바야카와 다카카게(小早川隆景)는 한성에 있다가 안코쿠지의 진로에 차질이 생겼다는 보고를 받고 지례, 무주를 경유해 금산을 거쳐서 안코쿠지와 합류했다.
금산에서 전주로 들어가려면 진안에서 전주 사이에 놓여 있는 가파른 웅치(곰티재)를 넘어야 한다. 또 다른 길로 금산에서 전주로 들어가려면 진산의 이치(배재)를 넘어야 한다. 이때 광주목사 권율이 광주 지방에서 모집한 군사 1,500여 명을 직접 이끌고 이치를 지켰다. 이 부대에는 일본에 가서 기개를 떨친 동복현감 황진도 가담하고 있었다. 김제군수 정담(鄭湛)이 웅치를 막는 임무를 맡았으며 나주판관 이복남(李福男)군이 선발대에 배치되었다. 황박(黃璞) 등 의병도 다수 가담했다.
웅치 방어선에는 정담, 방정영, 박석, 황박, 이복남, 변응정, 오정달 등이 모였는데 3개로 방어선을 나누어 구축했다. 제1방어선은 산 아래 의병장 황박과 오정달이, 제2방어선은 산 중턱 나주 판관 이복남이, 제3방어선 산 정상에는 김제 군수 정담이 배치되었다. 음력 7월 7일 안코쿠지 에케이는 군대를 이끌고 총공격하여 제1방어선과 제2방어선이 무너지고 정담이 지키는 제3방어선이 전투를 치르고 있었다. 그러나 왜군의 희생도 커 날이 저물자 전투를 중단하고 후퇴했다.

## 전투 경과
7월 7일 일본군 선봉대가 조총을 쏘아대며 웅치로 올라왔으나 완강한 저항에 부딛쳐 일단 후퇴했다. 다음날 늦은 아침, 일본군은 병력을 총동원해 진격했다. 1선을 맡은 의병 황박군, 관군 오정달군이 저지하다가 밀려나면서,왜적 부장 안코쿠지 에케이(安国寺恵瓊)에게 오정달이 전사했다. 2선을 맡은 이복남군이 나섰다. 적은 2선까지 제치고 밀고 올라와 정상에 이르렀다. 정상에는 정담 군이 포진하고 있었다.
정담은 백마를 타고 올라오는 적의 장수를 쏘아 죽였으며, 적이 계속 밀어붙여도 후퇴하지 않고 선두에서 공격을 퍼부어댔다. 날이 저물고 화살이 떨어져 군사가 흩어지기 시작했으나, 그는 끝까지 백병전을 벌이다가 마침내 장렬한 죽음을 맞이했다.
그러나 조선군이 화살이 떨어지자 왜군은 철수를 취소하고 다시 재공격하여 이 과정에서 조선군이 밀리게 되었다. 이복남이 이끄는 나주관군은 안덕원까지 퇴각했고, 피하지 못한 정담과 강운, 박형길 등이 전사했다. 화살이 거의 떨어진 이복남군은 안덕원 계곡에 매복하고 있다가, 골짜기로 들어온 안코쿠지 에케이부대의 1개 진을 몰살시켰다.

## 결과 및 영향
전투 후에 웅치의 긴 고갯길은 조선군의 시체로 덮였다.
웅치에서 관군과 의병이 패하자 전 성균관 정6품을 지냈던 이정란(李廷鸞)이 전주성 안으로 들어가 백성들을 수습하고 전라감사 이광도 성을 굳게 지켰다. 결국 안코쿠지 에케이는 금산으로 후퇴하나 도중에 웅치에서 전사한 조선군의 시체를 모아 큰 무덤을 만들어주고 조조선국충간의담(弔朝鮮國忠肝義膽)이라는 표목을 세워주어 그들의 충절을 기렸다.

### 웅치 전투의 의미
```
1.긍정적 측면
 - 그동안 관군과 민병으로 분리되어있던 조선의 군대가 체계적인 연합을 구축하여 전면에 나선 선지적 예시가 됨으로써
   웅치, 이치 전투 이후에 발생한 여러 전투에서 민,관군이 연합을 하는 좋은 계기가 되었음.

 - 수륙병진 작전을 통해 당시 전라좌수사 여해 이순신의 본진과 곡창지대인 전라도에 대한 공격의 지연을 발생시킴으로써 조선의 수군과 전라감영의 병력들이 결집한 시간을 벌어주는 역할
```

## 인구 손실
- 조선 - 2,000명

- 일본 - 불명

## 같이 보기
- 안덕원 전투
- 안골포 전투
- 이치 전투